# Gerlach von Bicken gen. Kesterburg
Gerlach von Bicken gen. Kesterburg (* im 13. Jahrhundert; † im 14. Jahrhundert) war ein römisch-katholischer Geistlicher und von 1331 bis 1367 Domherr in Münster.

## Leben

### Herkunft und Familie
Gerlach von Bicken entstammte dem hessischen Adelsgeschlecht Bicken, das seinen Namen auf die Burg Bicken zurückführte. Er war der jüngste Sohn des Burgmanns Konrad von Bicken. Der Name seiner Mutter ist nicht überliefert. Sein Bruder Eckhard war mit Gertrud Schenk zu Schweinsberg (Witwe des Gottfried von Hatzfeld) verheiratet. Deren Sohn Friedrich starb 1398. Damit war die Linie Marburg-Wolkersdorf erloschen. Seine Schwester Lukard war Äbtissin im Stift Herford. Sein älterer Bruder Friedrich war von 1318 bis 1340 Domherr in Münster.
Bis zum Jahre 1396 besaß Gerlachs Familie das Patronatsrecht über die Martinskirche zu Kesterburg. So ist der Namenszusatz gen. Kesterburg entstanden.

### Wirken
Gerlach kam durch Mitwirken des münsterischen Bischofs Ludwig, des Landgrafen von Hessen, ins Münsterland. Das Kapitelstatut vom 23. September 1313 über die Präbendenvergabe besiegelte er nachträglich. Erstmals am 15. April 1331 fand er als Domherr zu Münster urkundliche Erwähnung. Im Stift St. Mauritz in Münster bekleidete er das Amt des Thesaurars. In dieser Funktion war er für die Güter- und Vermögensverwaltung des Stifts verantwortlich. Er war auch Pfarrer in der Martinskirche zu Kesterburg.
Der Bischof führte in diesen Jahren wegen der Finanz- und Vermögenssituation mit dem Domkapitel und den Landständen Auseinandersetzungen. Dabei verstand er es, einige Domherren, darunter Machorius de Hynt, Dietrich von Waldeck, Siegfried Luf von Kleve, Johannes von Marburg, Otto von Solms und auch Gerlach sowie seinen Bruder Friedrich auf seine Seite zu bringen, um seine Ziele besser durchsetzen zu können.